# スピロデカン
スピロデカン（spirodecane）は有機化合物の一種。シクロヘキサン環にシクロペンタン環が直接結合している。
アザスピロデカンは、シクロヘキサン環がピペリジンで置換されたアナログである。